# Miguel Ángel Martínez García-Abadillo
Miguel Ángel Martínez García-Abadillo (Madrid, 1 de enero de 1975) más conocido como "Lobo", es un entrenador de fútbol español.

## Trayectoria
En la temporada 2021-22, se hace cargo de la Unión Deportiva San Sebastián de los Reyes "B" del Grupo I de la Territorial Preferente de Madrid.
El 19 de abril de 2022, tras la destitución de Marcos Jiménez, se hace cargo del Unión Deportiva San Sebastián de los Reyes de la Primera División RFEF, para dirigirlo hasta el tramo final de la temporada con el que logró ocho puntos en seis jornadas. 
En la temporada 2022-23, regresa al banquillo de la Unión Deportiva San Sebastián de los Reyes "B" del Grupo I de la Territorial Preferente de Madrid.
El 17 de enero de 2023, tras la destitución de Luis Ayllón, firma como entrenador del Unión Deportiva San Sebastián de los Reyes de la Primera División RFEF.
El 1 de mayo de 2023, es destituido como entrenador del Unión Deportiva San Sebastián de los Reyes, a cuatro jornadas del término de la liga.

## Clubes

### Como entrenador
| Club                                           | País   | Año       |
| ---------------------------------------------- | ------ | --------- |
| Unión Deportiva San Sebastián de los Reyes "B" | España | 2021-2023 |
| Unión Deportiva San Sebastián de los Reyes     | España | 2022      |
| Unión Deportiva San Sebastián de los Reyes     | España | 2023      |